# Troglocimmerites pasquinii
Troglocimmerites pasquinii is een keversoort uit de familie van de loopkevers (Carabidae). De wetenschappelijke naam van de soort is voor het eerst geldig gepubliceerd in 1977 door Vigna Taglianti.